# Pierre Charles Trémolières

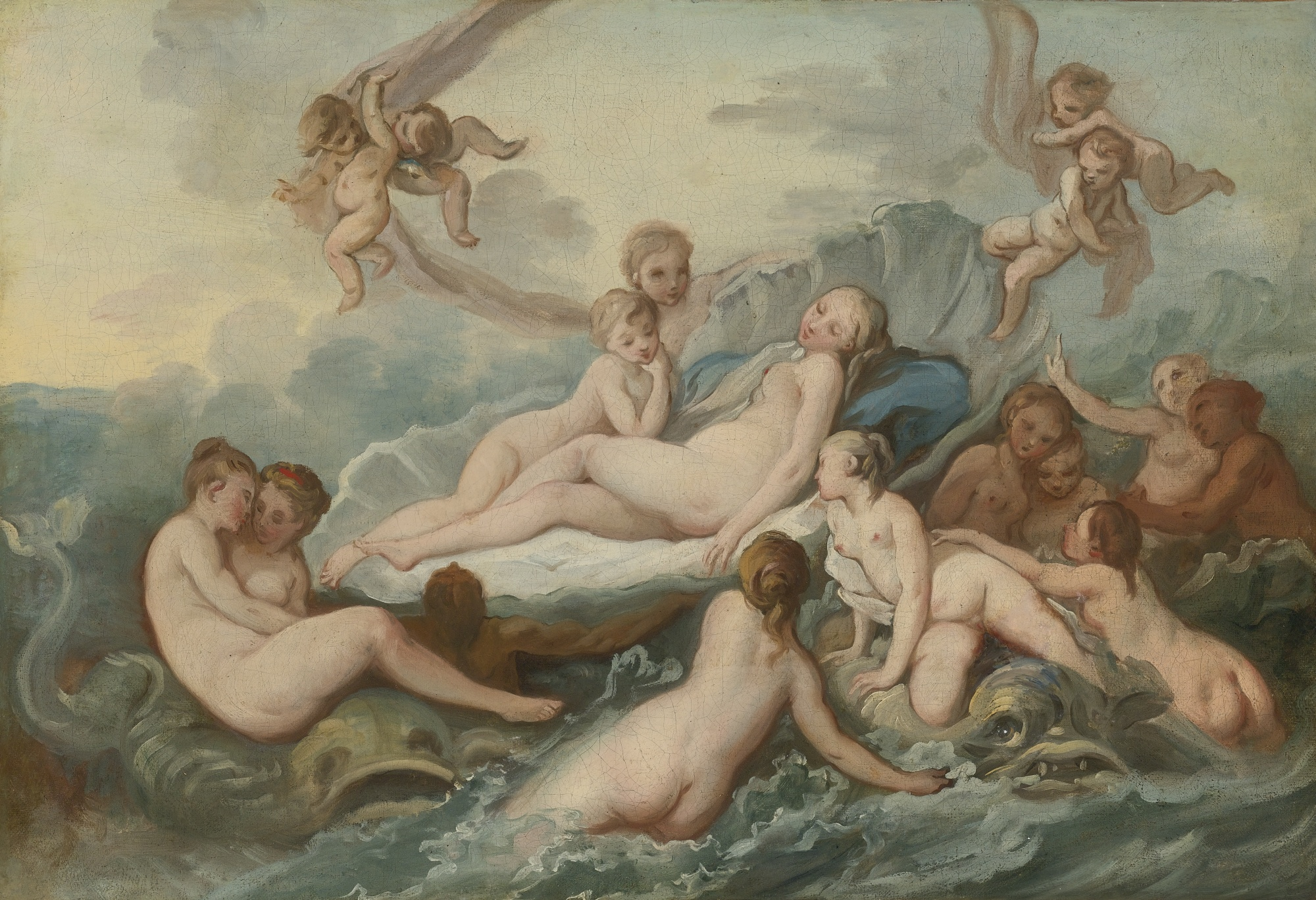
Die Geburt der Venus, Trémolières zugeschrieben

Pierre Charles Trémolières (* 1703 in Cholet; † 11. Mai 1739 in Paris) war ein französischer Maler des 18. Jahrhunderts.
Trémolières war Schüler von Jean-Baptiste van Loo, dem Bruder von Charles André van Loo. 1726 gewann er den zweiten Prix de Rome, ab 1728 lebte und arbeitete er als Pensionär der französischen Akademie sechs Jahre lang in Rom. Kurz vor seiner Abreise heiratete er am 4. September 1734 Isabella Tibaldi, die Schwester der Miniaturmalerin Maria Felice Subleyras. Nach seiner Rückkehr nach Paris wurde er 1737 mit dem Gemälde Naufrage d'Ulysse abordant dans l'île de Calypso (Musée Fabre, Montpellier) an der Académie royale de peinture et de sculpture aufgenommen. Ab demselben Jahr war er an der Innendekoration des Hôtel de Soubise mit mehreren dessus-de-porte (in die Wandvertäfelung eingelassene Leinwandgemälde) beteiligt, unter anderem mit dem Gemälde Hercule et Hébé enchaînés par l'Amour avec des guirlandes de fleurs. Von der königlichen Gobelin-Manufaktur erhielt er den Auftrag zu vier großen Tapisserie-Kartons zum Thema Les quatre Âges du Monde, von denen er aber nur das erste Bild zum Teil fertigstellen konnte.
Seine Gemälde sind heute unter anderem im Besitz der Museen von Cholet, Budapest, Dijon und Montpellier. Zeichnungen von seiner Hand befinden sich zum Beispiel im Louvre sowie in den Museen von Besançon, Cholet und Rennes.